# Union (Alabama)
Union è una town degli Stati Uniti d'America situato nella contea di Greene dello Stato dell'Alabama.